# El tirano (novela)
El Tirano, libro escrito por Valerio Massimo Manfredi, publicado en 2003.
Sicilia, 412 a.C: la lucha infinita entre un hombre y una superpotencia comienza. El hombre es Dionisio de Siracusa. La superpotencia es Cartago, megalopolis mercantíl y dueña de los mares.

## Argumento
Dionisio de Siracusa, en el principio fue el guerrero más hábil de su polis, luchando para el gobierno democrático que hubo en ese momento en el poder. Pero después de atestiguar la caída de tantas ciudades greco-sicilianas a manos de los cartagineses, decide que la culpa la tenía la indecisión del gobierno democrático. Decide que será mejor si todo el poder lo tiene un solo hombre: él. 
Llevado a cabo el golpe de Estado, forma un ejército de mercenarios y finalmente derrota a los cartagineses y los echa de Sicilia. No contento con sólo esto, intenta expandirse por el sur de Italia. Muere en Atenas, habiendo ganado el concurso dramático en las fiestas de Dioniso.